# Famille Clausel de Coussergues
La famille Clausel de Coussergues, est une famille française originaire du Rouergue.
Parmi ses membres l'un d'eux acquis une charge anoblissante au XVIIIe siècle, d'autres furent hommes d'église, un autre fut conseiller à la Cour de cassation, et un autre député.

## Histoire

### Origines
Sur la famille Clausel de Coussergues Hippolyte de Barrau écrit au XIXe siècle : « Cette famille, qui a acquis de nos jours un grand lustre, était honorablement connue depuis plusieurs siècles à Coussergues, lieu de son origine. »

### Noblesse
Il n'y a pas consensus sur le statut de cette famille.
Selon Fernand de Saint-Simon (1975), la famille Clausel fut anoblie par charge de conseiller en la chambre des comptes de Montpellier en 1754.
Un édit du mois de novembre 1690 confirme à la cour des comptes de Montpellier la noblesse accordée à l'instar des chambres des comptes et cour des aides de Paris : « Les présidents, maîtres ordinaires, correcteurs et auditeurs, avocats et procureurs généraux, et le greffier en chef de la chambre des comptes de Paris sont déclarés nobles et tenus pour tels par Sa Majesté qui veut qu'eux et leurs veuves en viduité, postérité et lignée tant mâle que femelle, née et à naître, jouissent des privilèges de la noblesse comme les nobles de race, barons et gentilshommes du royaume, pourvu que lesdits officiers eussent servi vingt ans ou qu'ils fussent décédés revêtus de leurs offices, nonobstant qu'ils ne fussent point issus de noble race ».
Hippolyte de Barrau (1853) écrit sur les charges de la cour des comptes de Montpellier : « Par un privilège spécial les emplois de président et de conseiller conféraient la noblesse aux titulaires après un certain nombre d'années d'exercice».
Selon François Bluche et Pierre Durye (1962), cette charge n'était anoblissante qu'au bout de deux générations (noblesse graduelle).
Cette famille a été admise en 1951 au sein de l'Association d'entraide de la noblesse française (ANF).

### Fiefs
Salacroup, différents fiefs à Saint-Côme-d'Olt, Coussergues (la famille Clausel de Cousergues acquit la seigneurie de Coussergues dans la seconde moitié du XVIIIe siècle, (1766), Gratarelle, différentes propriétés dans l'ancienne châtellenie de Gages[réf. nécessaire].

## Filiation
- Jean Clausel épouse vers la fin du XVIIe siècle Catherine de Rey qui lui apporte la terre et le château de Salacroup près de Saint-Chély-d'Aubrac et différents fiefs à Saint-Côme-d'Olt, ils ont entre autres enfants :
  - François-Amable Clausel, il épouse Rose Gros de Besplas, sœur de l'abbé de Besplas, prédicateur du roi Louis XV. Il acquiert en 1754 la charge anoblissante de conseiller maître en la cour des comptes, aides et finances de Montpellier et en 1766 la seigneurie de Coussergues qui lui est vendue par François Le Normand d'Ayssènes, conseiller au parlement de Toulouse. Ils ont entre autres enfants :
    - Jean-Claude Clausel de Coussergues (4 novembre 1759 à Coussergues - 7 juillet 1846 à Coussergues), émigré dans l'armée de Condé en 1792, député de l'Aveyron sous le Premier Empire et la Restauration, créé chevalier de l'Empire par lettres de 1810, l'un des rédacteurs de la Charte de Saint-Ouen sous le règne du roi Louis XVIII, membre de la Chambre introuvable, membre des Ultras, en 1820 il met en accusation devant la chambre des députés le duc Decazes qu'il croit être lié au meurtre du duc de Berry, conseiller à la Cour de cassation au moment de la Révolution de 1830 il démissionne pour ne pas prêter allégeance au roi Louis-Philippe Ier, il est un ami proche de François-René de Chateaubriand qui le mentionnera dans ses Mémoires d'Outre-Tombe[7]. Chevalier de Saint-Louis, officier de la Légion d'honneur, commandeur de l'ordre espagnol de Charles III. Il avait épousé Dorothée-Élisabeth Cassan de Floyrac, dont entre autres enfants :
      - Claude-Charles Clausel de Coussergues (né le 13 septembre 1801), magistrat sous la Restauration, substitut du procureur de la République à Pontoise, conseiller général de l'Aveyron (canton de Laissac) de 1848 à 1852. Il avait épousé Julienne Le Jeune (famille de Belgique), dont entre autres enfants :
        - Jules Clausel de Coussergues (1831-1896), avocat au barreau de Paris, président du Conseil général de l'Aveyron (1880-1896), député de l'Aveyron (circonscription de Millau) (deux mandats : 1889 et 1893), vice-président de la Chambre des députés (1895-1896)[8].(S.P)
        - Isidore Clausel de Coussergues (1836 - 1888), ingénieur des mines. Il a épousé Berthe de Villers, d'où postérité.
        - Xavier de Clausel de Coussergues (1846 - 1902) Avocat à la cour d'appel de Paris. Il a épousé Henriette de Mostuejouls, d'où postérité.

    - Claude-Hippolyte Clausel de Montals (5 avril 1769 - janvier 1857), chanoine honoraire d'Amiens, prédicateur ordinaire du roi, aumônier de Madame la duchesse d'Angoulême, évêque de Chartres de 1824 à 1851
    - Michel Clausel de Coussergues (né en 1763 - décédé à Paris le 22 janvier 1835), fut successivement sous la Restauration, vicaire général d'Amiens et de Beauvais, conseiller au conseil royal de l'instruction publique (1822), chanoine honoraire du chapitre royal de la basilique Saint-Denis [9].
    - Charles de Clausel, moine trappiste au couvent de Ste Suzanne en Espagne.

  - Simon Alexandre Clausel appelé Clausel de Gages (frère de François-Amable Clausel). Il épouse en 1780 Rose de Rozier. Ils ont deux filles :
    - Rosalie-Alexandrine Clausel, elle épouse André de Fajole
    - Rose-Simone Clausel, elle épouse Jean-François Falcon de Longevialle, de Saint-Flour, émigré et chevalier de Saint-Louis, d'où descendance
    - Bernard Clausel, élu maire de la ville de Villefranche-sur-Saône dans le département du Rhône, il a eu 2 garçons de son seul et unique mariage avec Marie-Thérèse, nommés Olivier et Denis Clausel.

## Galerie

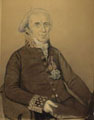
Jean-Claude de Clausel de Coussergues (1759-1846)
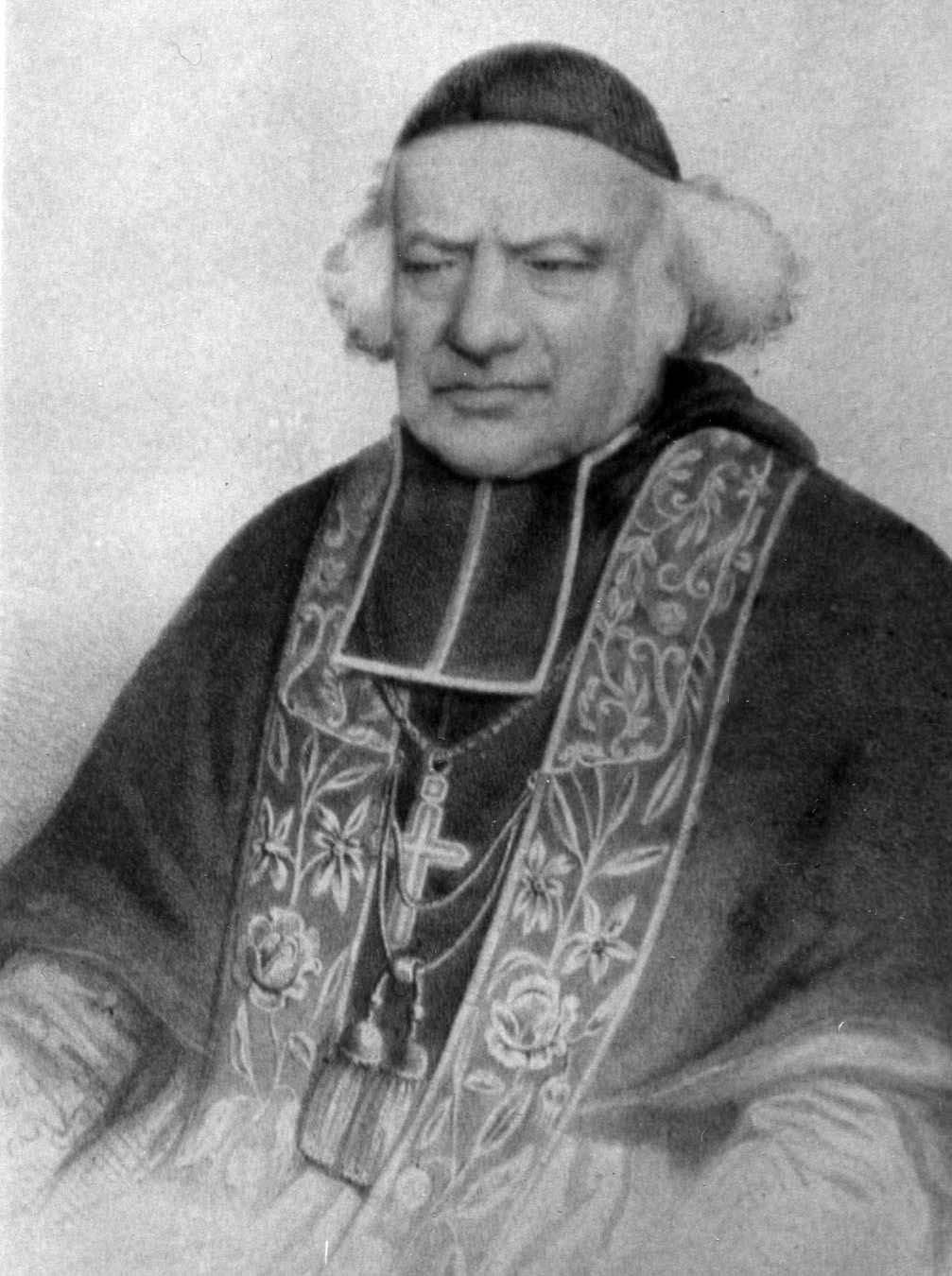
Claude-Hippolyte Clausel de Montals (1769-1857)
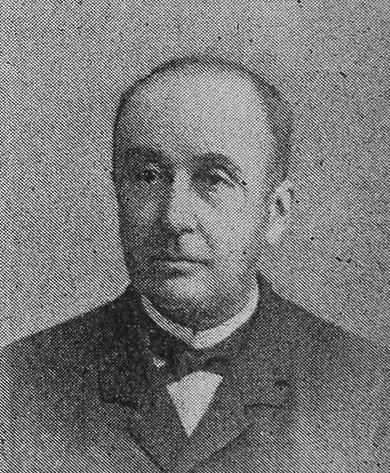
Jules Clausel de Coussergues (1831-1896)

## Alliances
Les principales alliances de la famille Clausel de Coussergues sont : de Rey (fin XVIIe siècle), de Fajole, de Rey de Salacroup, Falcon de Longevialle, Gros de Besplas, de Cassan-Floyrac, Le Jeune, de Moly, du Plessis de Grenédan (1835), de Mostuéjouls (1884), de Brébisson, d'Herbès, etc.

## Armes
Les armes de la famille se blasonnent ainsi Parti : au 1 d'azur à un lion rampant d'argent, accompagné à dextre de deux clefs d'or passées en sautoir ; au chef d'or chargé de trois étoiles d'azur ; au 2 de gueules à une tour crénelée d'argent.